# Олава (гміна)
Гміна Олава (пол. Gmina Oława) — сільська гміна у південно-західній Польщі. Належить до Олавського повіту Нижньосілезького воєводства.
Станом на 31 грудня 2011 у гміні проживало 14851 особа.

## Площа
Згідно з даними за 2007 рік площа гміни становила 233.98 км², у тому числі:
- орні землі: 69.00%
- ліси: 21.00%

Таким чином, площа гміни становить 44.68% площі повіту.

## Населення
Станом на 31 грудня 2011:
| Опис     | Загалом | Загалом | Чоловіки | Чоловіки | Жінки | Жінки |
| -------- | ------- | ------- | -------- | -------- | ----- | ----- |
| одиниця  | осіб    | %       | осіб     | %        | осіб  | %     |
| все      | 14851   | 100     | 7346     | 49.46    | 7505  | 50.54 |
| міське   | 0       | 100     | 0        |          | 0     |       |
| сільське | 14851   | 100     | 7346     | 49.46    | 7505  | 50.54 |

## Сусідні гміни
Гміна Олава межує з такими гмінами: Черниця, Доманюв, Єльч-Лясковіце, Любша, Олава, Скарбімеж, Сехніце, Вйонзув.